# Ormiscodes humeralis
Ormiscodes humeralis är en fjärilsart som beskrevs av Walker 1855. Ormiscodes humeralis ingår i släktet Ormiscodes och familjen påfågelsspinnare. Inga underarter finns listade i Catalogue of Life.